# Suc-et-Sentenac
Suc-et-Sentenac är en kommun i departementet Ariège i regionen Occitanien i södra Frankrike. Kommunen ligger  i kantonen Vicdessos som ligger i arrondissementet Foix. År 2018 hade Suc-et-Sentenac 55 invånare.

## Befolkningsutveckling
Antalet invånare i kommunen Suc-et-Sentenac
Referens: INSEE